# Rohilla
Die Rohilla sind ein aus dem afghanischen Roh stammender Stamm.
Während der Herrschaft der Moguln wanderten sie in Nordindien ein und dominierten nach dem Niedergang derer Macht Gebiete im Westen des heutigen Uttar Pradesh. Die Region Rohilkhand trägt ihren Namen.
Angesichts von Angriffen durch die Marathen gingen sie später eine Allianz mit Oudh ein, wurden aber von 1774 der Britischen Ostindienkompanie besiegt und ihr Gebiet annektiert.